# Zbigniew Bochenek
Zbigniew Bochenek (ur. 8 lutego 1923 we Lwowie, zm. 14 lipca 1977 w Warszawie) – lekarz otolaryngolog.

## Życiorys

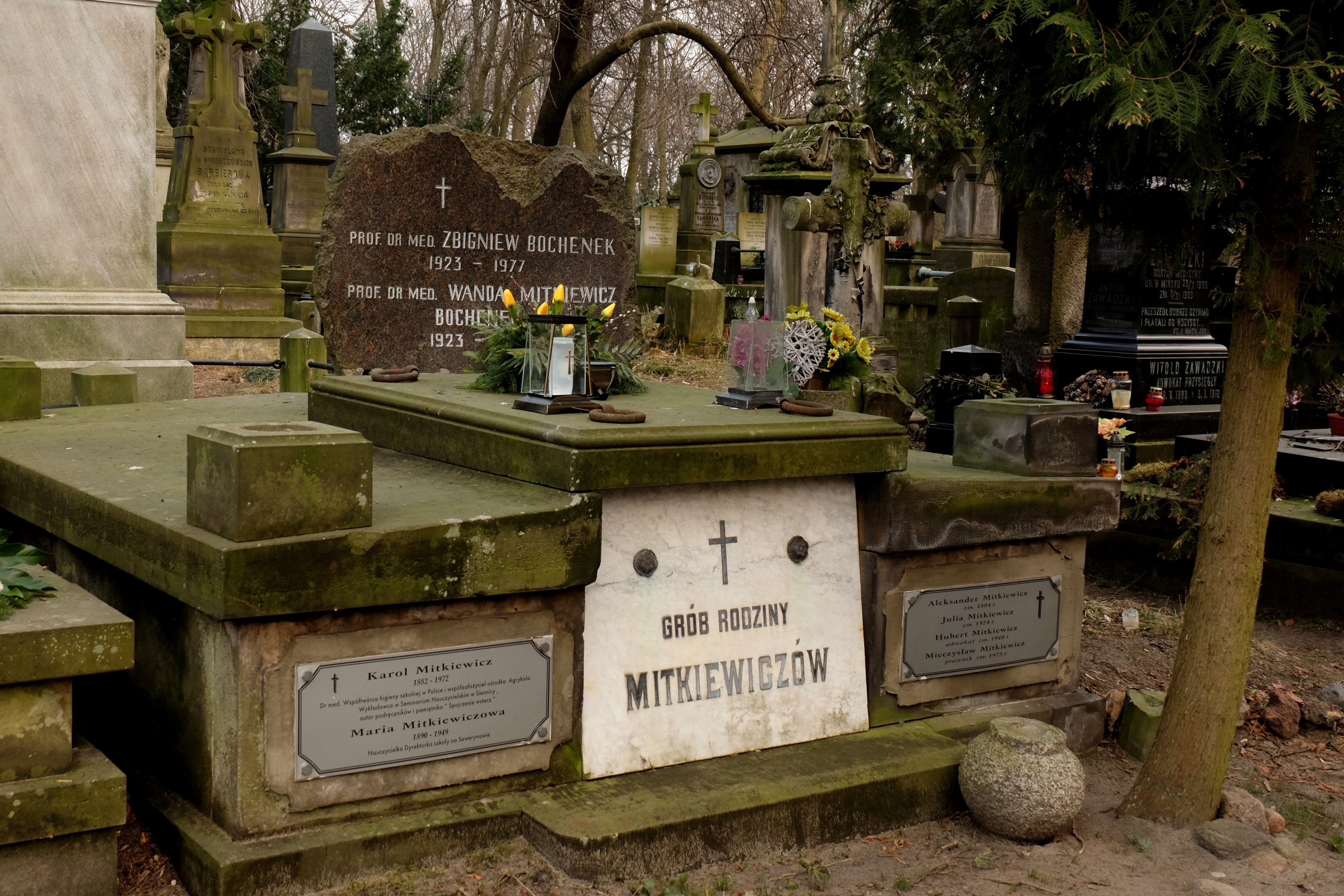
Grób prof. Zbigniewa Bochenka oraz prof. Wandy Mitkiewicz-Bochenek i dr med. Karola Mitkiewicza na cmentarzu Powązkowskim w Warszawie

W 1948 uzyskał dyplom lekarza na Wydziale Lekarskim Uniwersytetu Jagiellońskiego, a następnie wyjechał do Warszawy na roczny staż w Klinice Otolaryngologii Uniwersytetu Warszawskiego, po jego odbyciu został przyjęty do pracy. W 1951 przestawił pracę „Badania audiometryczne w kile wrodzonej i późnej” i uzyskał stopień doktora nauk medycznych. W 1955 uzyskał stypendium naukowe i wyjechał do Londynu, gdzie w Instytucie Otologii i Laryngologii prowadził pod kierunkiem prof. Franka Cunliffe Ormeroda badania nad patologią narządu równowagi. W 1960 zorganizował w Centralnym Ośrodku Badawczym Kolejowej Służby Zdrowia nowoczesną pracownię prowadzącą badania narządu przedsionkowego, którą kierował do 1969. W 1963 otrzymał stypendium naukowe i wyjechał do Sztokholmu, gdzie w Karolinska Sjukhuset współpracował z prof. Carlem-Axelem Hambergerem i doc. Erikiem Fluurem. Wizytował również uczelnie w Lund, Uppsali i Göteborgu, po powrocie do Polski przedstawił pracę habilitacyjną „Badania kliniczne i doświadczalne nad przydatnością elektronystagmografii w ocenie czynności narządu przedsionkowego” i uzyskał stanowisko docenta. 16 marca 1969 uzyskał tytuł profesora nadzwyczajnego i objął stanowisko kierownika Kliniki Otolaryngologicznej Akademii Medycznej w Warszawie. W 1976 został profesorem zwyczajnym. Główne kierunki badań: audiometria odpowiedzi elektronicznych i mikrochirurgia ucha, otoneurologia, audiologia; najbardziej znana praca – Otolaryngologia kliniczna (1977). 
Zmarł w Warszawie, pochowany na cmentarzu Powązkowskim (kwatera 42-6-10,11).

## Ordery i odznaczenia
- Krzyż Kawalerski Orderu Odrodzenia Polski
- Złoty Krzyż Zasługi
- Złoty Medal „Siły Zbrojne w Służbie Ojczyzny”
- Srebrny Medal „Za Zasługi dla Obronności Kraju”
- Brązowy Medal „Za Zasługi dla Obronności Kraju”
- Odznaka honorowa „Za Wzorową Pracę w Służbie Zdrowia”
- Złota Odznaka honorowa „Za Zasługi dla Warszawy”